# Calliotectum
Calliotectum là một chi ốc biển, là động vật thân mềm chân bụng sống ở biển trong họ Volutidae.

## Các loài
Các loài thuộc chi Calliotectum bao gồm:
- Calliotectum dalli (Bartsch, 1942)[2]
- Calliotectum egregium Bouchet & Poppe, 1995[3]
- Calliotectum mirabile (Clench & Aguayo, 1941)[4]
- Calliotectum piersonorum Bouchet & Poppe, 1995[5]
- Calliotectum smithi (Bartsch, 1942)[6]
- Calliotectum tibiaeforme (Kuroda, 1931)[7]
- Calliotectum vernicosum Dall, 1890[8]